# Дарт (река)
Дарт (енгл. River Dart) је река у Уједињеном Краљевству, у Енглеској. Протиче кроз Дорсет. Улива се у залив Лајм, односно Ламанш. 